# Дисульфирам
Дисульфира́м (лат. Disulfiram) — лекарственный препарат, применяемый при лечении алкоголизма. Мета-исследования показывают эффективность данного препарата при условии осведомленности пациента, в составе комплексной терапии и под контролем специалиста.  Способы медицинского применения препарата включают подкожное или внутримышечное введение нескольких таблеток или приём внутрь по одной таблетке в сутки. Встречающиеся предложения терапии данным препаратом в форме однократной инъекции не соответствуют инструкции по медицинскому применению и являются поводом предположить недобросовестность (применение плацебо; см. также: кодирование).

## Физические свойства
Белый со слабым желтовато-зеленоватым оттенком кристаллический порошок. Трудно растворим в спирте, практически нерастворим в воде, кислотах и щелочах.

## Фармакологическое действие
Антиалкогольное. Является ингибитором фермента ацетальдегиддегидрогеназы. Необратимо связываясь с данным ферментом в печени, останавливает процесс распада этилового спирта до углекислого газа и воды на стадии ацетальдегида (уксусного альдегида), который является тканевым ядом. В результате накопления ацетальдегида в организме человека, употребившего спиртное на фоне приема дисульфирама, возникает острая интоксикация, которая сопровождается неприятными, болезненными ощущениями, такими как «приливы» крови к лицу, тошнота, рвота, общее недомогание, тахикардия, понижение АД. Такая реакция при употреблении алкоголя на фоне приема дисульфирама называется дисульфирам-этаноловой реакцией. В результате происходит выработка условно-рефлекторной реакции отвращения к вкусу и запаху этанола. Является ингибитором дофамин-бета-гидроксилазы(DBH), тем самым оказывает влияние на концентрации дофамина и норадреналина.

## Фармакокинетика
После приема внутрь быстро и полно абсорбируется из ЖКТ (70—90 %). Быстро метаболизируется в печени путём восстановления в диэтилдитиокарбамат, выделяемый в виде глюкуронида почками, или трансформируется в диэтиламин и сероуглерод, часть которого выводится через лёгкие (4—53 %). Является ингибитором CYP2E1. После применения таблеток для имплантации происходит проникновение дисульфирама в кровь. Минимальное содержание дисульфирама в крови — около 20 нг/мл. После имплантации 1—1,6 г содержание в крови диэтилдитиокарбамата и сероуглерода — 0,14 мкг/мл.

## Применение

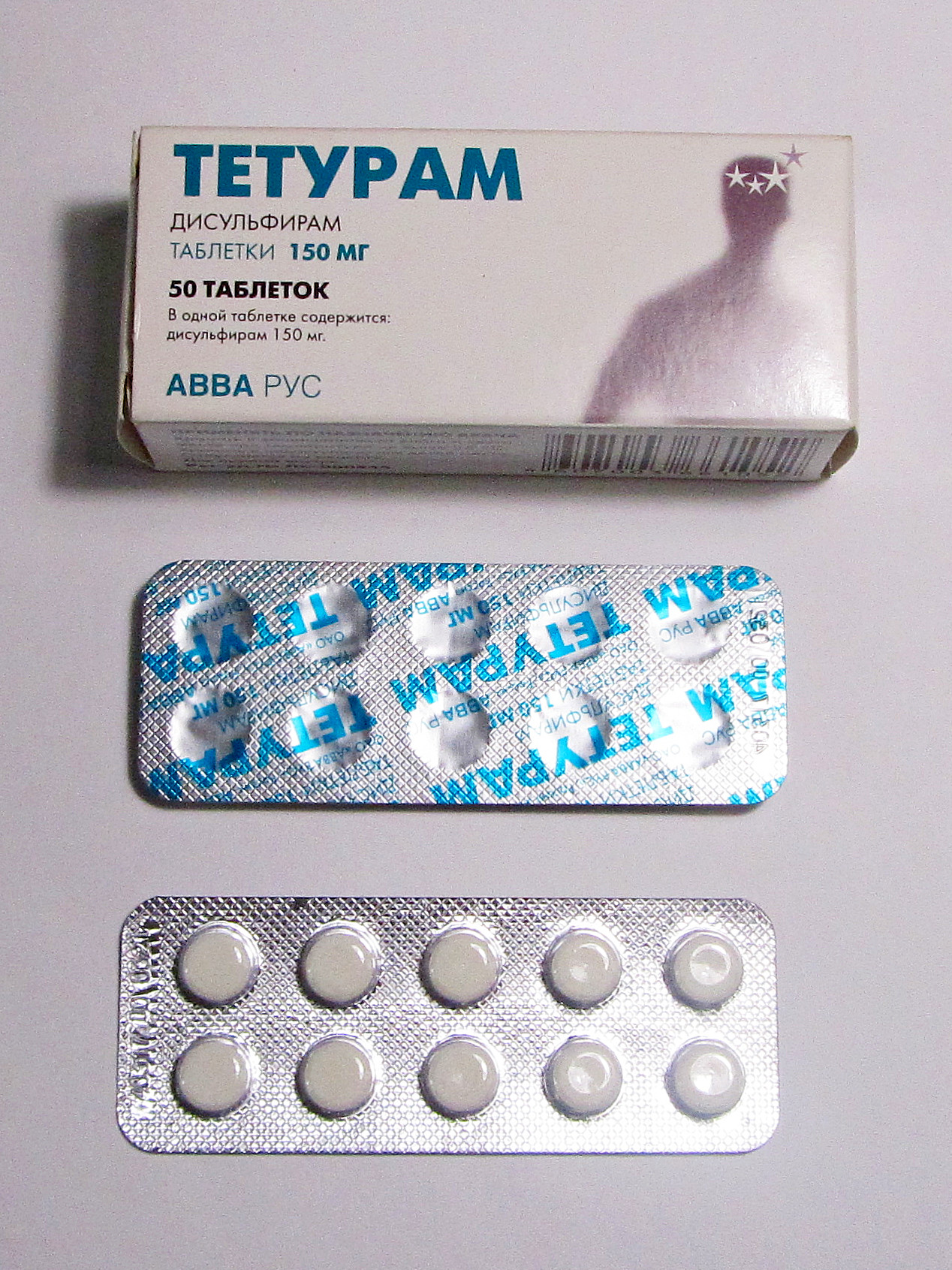
Тетурам

### Показания
Таблетки: хронический алкоголизм (профилактика рецидивов во время лечения). 

Таблетки для имплантации: хронический алкоголизм (лечение); хроническое отравление никелем (дезинтоксикация).

### Принцип лечения
Выработка условного отрицательного рефлекса организма на приём алкоголя. С этой целью больному, принимавшему дисульфирам или подшитому им подкожно, под контролем врача дают выпить небольшое количество спиртного (20—80 мл водки либо бутылку пива). Другими словами, делают провокацию. Возникающая при употреблении алкоголя слабая дисульфирам-этаноловая реакция вызывает в крови увеличение содержания ацетальдегида. Это соединение обладает токсическим действием и провоцирует отравление: появляется дурнота, покраснение кожных покровов, снижается артериальное давление, тошнота, возникает учащенное сердцебиение, рвота.

### Противопоказания
Гиперчувствительность, тиреотоксикоз, заболевания сердечно-сосудистой системы в стадии декомпенсации (в том числе резко выраженный кардиосклероз, атеросклероз мозговых сосудов, пред- и постинфарктные состояния, аневризма аорты, коронарная недостаточность, артериальная гипертензия II—III ст., хроническая сердечная недостаточность), тяжелые заболевания органов слуха (неврит слухового нерва) и глаз (глаукома, неврит зрительного нерва); сахарный диабет, туберкулез легких с кровохарканьем, бронхиальная астма, выраженная эмфизема лёгких, эрозивные поражения слизистой оболочки ЖКТ, язвенная болезнь желудка и 12-перстной кишки (в стадии обострения), кровотечение из ЖКТ, тяжелая печёночная недостаточность, болезни почек, злокачественные опухоли, болезни кроветворных органов, нервно-психические заболевания, инфекционные заболевания ЦНС, эпилепсия и судорожный синдром любого генеза, полиневрит, беременность, период лактации.

### С осторожностью

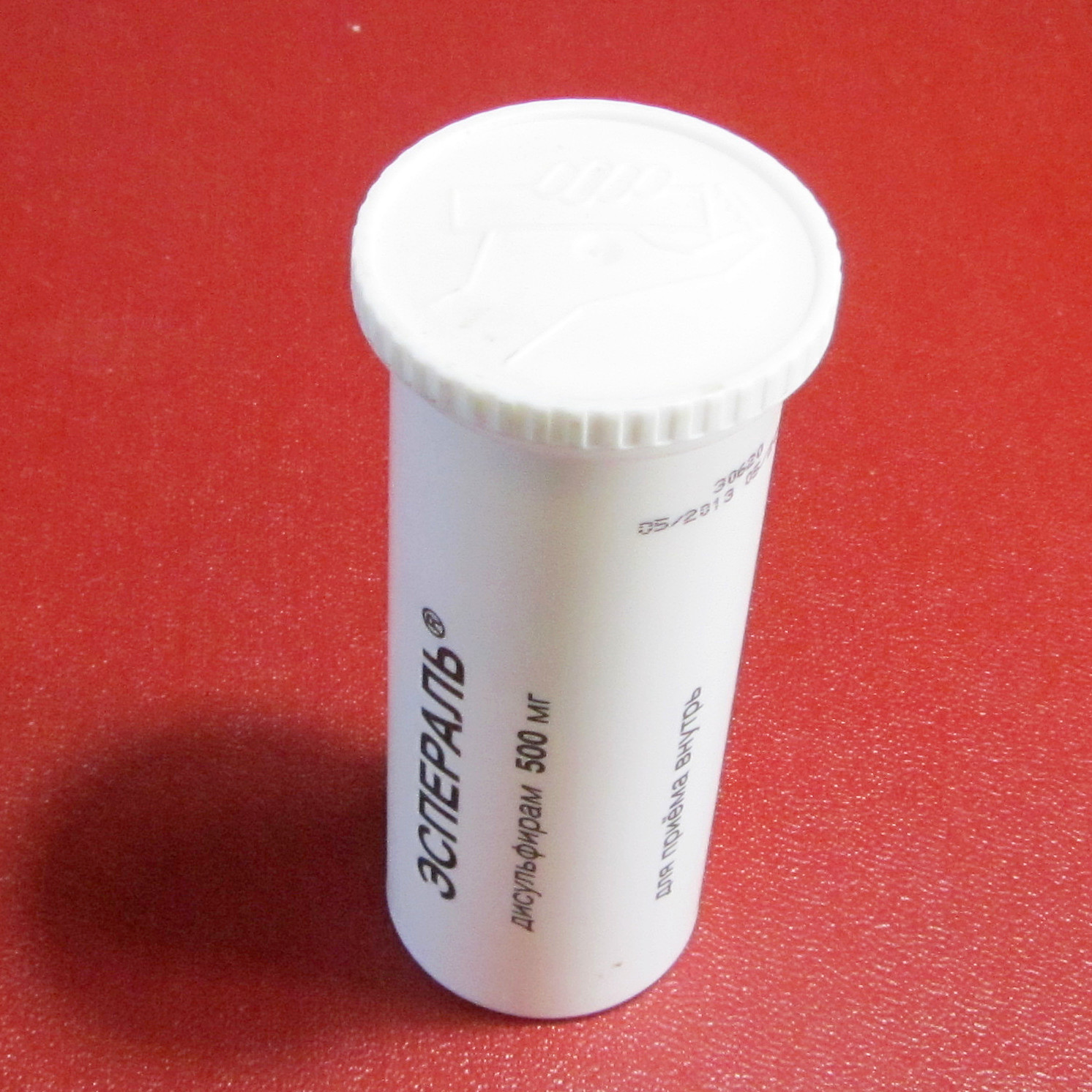
Эспераль

Возраст старше 60 лет, язвенная болезнь желудка и 12-перстной кишки (в стадии ремиссии), эндартериит, остаточные явления нарушения мозгового кровообращения, психозы на фоне приёма дисульфирама в анамнезе.

### Особые указания
Перед имплантацией следует провести курс постепенного отлучения пациента от этанола. Полиневропатия, возникающая при применении препарата, исчезает при назначении витаминов группы В или удалении имплантированных таблеток. В месте имплантации часто образуется небольшой бугорок, обусловленный фиброзом кожи и подкожно-жировой клетчатки. В случае одновременного назначения с пероральными антикоагулянтами необходимо осуществлять более частый контроль содержания протромбина и коррекцию доз антикоагулянтов, что связано с повышенным риском развития кровотечения.
При приёме алкоголя в количестве, превышающем 50—80 мл водки на фоне приёма дисульфирама могут развиться тяжёлые нарушения сердечно-сосудистой и дыхательной систем, отёки, судороги (необходимо проведение дезинтоксикационной терапии, введение аналептиков, проведение симптоматической терапии).

## Способ применения
- Подкожная или внутримышечная имплантация 8-10 таблеток[10]
- Ежедневный приём таблеток внутрь в дозировке 0,25–0,5 грамм в сутки[10]

Встречающиеся в некоторых клиниках постсоветского пространства предложения введения препарата любым другим способом (например, внутривенно) — повод предположить недобросовестность (применение плацебо).

## Побочные действия
Металлический вкус во рту, неприятный запах у больных с колостомой (связанный с сульфидом углерода), редкие случаи гепатита (аналогичные иногда наблюдающимся у больных никелевой экземой, не страдающих алкоголизмом), полиневрит нижних конечностей, неврит зрительного нерва, потеря памяти, спутанность сознания, астения, головная боль, кожные аллергические проявления.
При длительном приёме в редких случаях возможны психозы, напоминающие алкогольные; гепатит, гастрит; у лиц, страдающих сердечно-сосудистыми заболеваниями, возможен тромбоз сосудов мозга, поэтому при жалобах на парестезию в конечностях и области лица следует немедленно отменить препарат; обострение полиневрита.
Таблетки для имплантации: нагноение (в результате трения поясом, преждевременного удаления швов), феномен отторжения (когда таблетки были имплантированы слишком близко от разреза), аллергический дерматит.
Связанные с комбинацией дисульфирам — этиловый спирт: описаны случаи дыхательной недостаточности, сердечно-сосудистого коллапса, нарушения ритма сердца; стенокардия, иногда — инфаркт миокарда, а также неврологические расстройства; отёк мозга, геморрагический инсульт, угнетение сознания, вплоть до комы. Все эти опасные для здоровья и жизни состояния связаны преимущественно с воздействием ацетальдегида на организм и работу его внутренних систем.

## Передозировка
Симптомы: коматозное состояние, коллапс, неврологические осложнения.
Лечение: симптоматическое, направленное на восстановление и поддержание функционального состояния ССС, дыхательной системы.

## Взаимодействие
Аскорбиновая кислота снижает (слабо) реакцию на этанол. Изониазид: нарушение поведения и координации. Нитро-5-имидазолы (метронидазол, ординазол, секнидазол, тинидазол): делириозные расстройства, спутанность сознания. Фенитоин: существенный и быстрый подъём уровня фенитоина в плазме с токсическими симптомами (подавление его метаболизма). Если комбинации нельзя избежать, следует проводить клиническое наблюдение и контроль концентрации препарата в плазме в ходе и после лечения дисульфирамом. Варфарин (и другие пероральные антикоагулянты): повышенный эффект пероральных антикоагулянтов и опасность кровотечения (снижение метаболизма варфарина в печени). Рекомендуется более частый контроль концентрации варфарина и корректировка дозы антикоагулянтов во время назначения дисульфирама в течение 8 дней после его отмены. Теофиллин: дисульфирам ингибирует метаболизм теофиллина, поэтому доза теофиллина должна быть скорректирована (сниженная дозировка) в зависимости от клинических симптомов и концентрации препарата в плазме. Бензодиазепины: дисульфирам может потенцировать седативный эффект бензодиазепинов путём ингибирования их окислительного метаболизма (особенно хлордиазепоксида и диазепама). Трициклические антидепрессанты: возможно усиление реакции непереносимости алкоголя (реакции дисульфирам — этиловый спирт).